# 西海家
西海家（さいかいや）は、宮城県仙台市に拠点を置く的屋系暴力団で、指定暴力団・住吉会の2次団体。

## 歴史
横浜市に本拠を置いた的屋、横浜西海家初代総長・西海富次郎の若衆・横田末吉が、大正時代、仙台市に奥州西海家（おうしゅうさいかいや）を興す。東北地方最大の的屋として勢力を持ち、四代目総長・藤川勝治の時代には西海家総連合会（さいかいやそうれんごうかい）と名乗っていた。
五代目総長・菅原孝太郎の頃に、住吉会傘下となり、現在は住吉会九代目西海家と改称している。

## 歴代総長
- 初代（19**年～19**年） 　- 横田末吉
- 二代目（1947年～19**年） - 松尾啓三（横田末吉の娘婿）
- 三代目（1968年～1973年） - 小坂明治
- 四代目（1973年～1989年） - 藤川勝治
- 五代目（1991年～****年） - 菅原孝太郎
- 六代目（****年～****年） - 早坂利勝
- 七代目（****年～2010年） - 守屋長清（住吉会特別常任相談役）
- 八代目（2011年～2019年） - 三浦登志和（住吉会統括委員長）
- 九代目（2019年～現在）　- 水戸龍哉（住吉会統括委員長）

## 最高幹部
- 九代目 - 水戸龍哉（住吉会統括委員長、北海道・東北地区統括長)
- 総長代行 - 芳賀勲（住吉会組織委員、三代目西志会会長）
- 理事長 - 山田孝二（住吉会組織委員、六代目武田会会長）
- 幹事長 - 小齋政成（住吉会組織委員、五代目早坂会会長）
- 本部長 - 最上孝弘（住吉会北海道・東北地区統括長補佐、吉田会会長）
- 総務長- 汐巻龍二（住吉会組織委員、 汐巻組組長）
- 統括委員長 - 佐藤健児（住吉会組織委員 三代目菅英組組長）
- 組織委員長 - 熊谷永一（住吉会北海道・東北地区統括長補佐 熊谷組組長）
- 総長室室長 - 阿部明仁（住吉会組織委員 仁組組長）
- 総務委員長 - 近藤政孝（住吉会組織委員 近藤組組長）
- 渉外委員長 - 佐藤英明　(佐英組組長)
- 諮問委員長 - 砂藤多加志　(住吉会組織委員 水龍総業組長)
- 運営委員長 - 田中隆多郎　(住吉会組織委員 田中組組長)
- 審議委員長 - 加藤修一郎　(五代目阿部喜会会長)
- 慶弔委員長 - 高橋歳夫　(高歳組組長)
- 本部責任者- 浦野順一郎（浦野組組長）
- 本部責任者- 小泉和也（小泉組組長）
- 総長付 - 斧秋男　(斧組組長)
- 総長付 - 鈴木雅崇　(鈴雅組組長)
- 総長付 - 栗原勝志　(栗原組組長)
- 総長付 - 橘誠也　(橘組組長)
- 総局長 - 正野政志　(住吉会組織委員　正野組組長)
- 事務局長 - 齋藤重徳（ 齋藤組組長）
- 事務長 - 村上勝志登　(村上組組長)
- 事務長 - 嶺岸利浩（ 嶺岸組組長）